# Ратольд (вице-король Италии)
Ратольд (нем. Ratold, лат. Ratoldo; около 889 — после 896) — вице-король Италии, правил в течение примерно месяца в 896 году.

## Биография
Ратольд был младшим незаконным сыном короля Восточно-Франкского королевства Арнульфа Каринтийского. В конце 895 года Арнульф вторгся в Итальянское королевство, а в 896 году захватил Рим, где был коронован императорской короной. Однако вскоре он заболел и был вынужден вернуться в своё королевство. В Италии он оставил Ратольда в качестве номинального суб-короля в Милане и добрался до Германии через Альпы. Возможно, Арнульф прочил в будущем титул короля Италии. Однако власть малолетнего Ратольда была чисто номинальной.
Сразу же после возвращения Арнульфа в Германию, император Ламберт Сполетский, противник Арнульфа, взял под свой контроль королевство, а Ратольд бежал из Италии через Комо. Больше о нём ничего не известно.